# Lasioglossum bimaculatum
Lasioglossum bimaculatum är en biart som först beskrevs av Dours 1872.  Lasioglossum bimaculatum ingår i släktet smalbin, och familjen vägbin. Inga underarter finns listade i Catalogue of Life.